# Loxechinus
Loxechinus is een geslacht van zee-egels uit de familie Parechinidae.

## Soorten
- Loxechinus albus (Molina, 1782)